# ITV1
ITV1 es el primer canal de televisión comercial en abierto del Reino Unido. Inició sus transmisiones de manera oficial el 22 de septiembre de 1955. Actualmente pertenece al grupo de comunicación ITV plc.

## Historia
Comenzó sus emisiones el 22 de septiembre de 1955 y en su origen consistía en una red compuesta de diferentes franquicias divididas por regiones, cada una operada por una compañía diferente. A partir del año 2000 se fue unificando el servicio gradualmente y todos las franquicias adoptaron el nombre ITV1 junto al nombre regional en el año 2001. La red de operadores de televisión privados pasó a denominarse entonces Independent Television y tenía como objetivo competir con la BBC.
En el año 2004, las franquicias propiedad de Carlton Television y Granada Television se agruparon creando la compañía ITV plc, la cual en la actualidad controla trece de las quince franquicias. Hoy en día el nombre regional se utiliza generalmente solo durante la emisión de programación regional.
Comenzó sus emisiones en alta definición el 2 de diciembre de 2009 en el servicio de televisión en abierto Freeview HD.
En octubre de 2022, se anunció que ITV volvería a ser ITV1 el 15 de noviembre, antes del lanzamiento de ITVX el 8 de diciembre de 2022. También se anunció que la familia de canales y servicios de ITV (excluyendo ITV News y CITV) recibiría un cambio de marca, manteniendo el logotipo de ITV pero abandonando la fuente "ITV Reem".

## Transmisión
Transmite para Inglaterra, Gales, Isla de Man, Islas del Canal y la frontera anglo-escocesa. Los únicos nombres regionales que se han mantenido de momento son UTV (en toda Irlanda del Norte) y STV (para el norte y centro de  Escocia). Se reconoce como ITV de las 24:00 hasta terminar Daybreak y Lorraine, las programaciones matinales del canal. Además Channel Television (en las islas del Canal de la Mancha) es desde 2011 un canal regional unida a la red de ITV.

## Programación
La programación de este canal es eminentemente comercial con programa de éxito como la telenovela Coronation Street que lleva décadas en antena. Series de ficción como Primeval y otras series de ficción longevas que aún gozán de gran éxito son Emmerdale y The Bill. Destacan también en su programación, programas como The X Factor, Dancing On Ice, Ant and Dec's Saturday Night Takeaway, Britain's Got Talent, I'm A Celebrity Get Me Out Of Here!, You've Been Framed, This Morningy The Alan Tichmarsh Show entre otras.
Esta fue la cadena de TV que dio vida a la famosa serie de humor de Rowan Atkinson Mr. Bean.